# Čudno selo
Čudno selo este o localitate din comuna Črnomelj, Slovenia, cu o populație de 90 de locuitori.